# Fondo de garantía de depósitos
El fondo de garantía de depósitos (también denominado seguro sobre los depósitos) es un fondo creado en muchos países para cubrir las pérdidas de los depositantes, en su totalidad o de forma parcial, en caso de insolvencia de alguna entidad financiera. Este fondo forma parte de la red de seguridad financiera como respuesta a los pánicos financieros.
Los fondos de garantía de depósitos constituyen una garantía para el sustento del sistema bancario ante los pánicos bancarios ya que el Estado garantiza la seguridad de las cantidades depositadas con lo que, los depositantes, en casos de crisis bancarias, no acuden a sus bancos porque confian en que aun cuando quiebre el banco, cobrarán sus depósitos. Desde la existencia de esta red de seguridad, los pánicos bancarios prácticamente han desaparecido y además han conllevado que las reservas bancarias hayan disminuido bastante.
De acuerdo con los datos de la  International Association of Deposit Insurers (IADI), a 31 de enero de 2014, 113 países tenían instaurado algún tipo de seguro de depósitos.

## Fondos según país
Existen instituciones denominadas fondo de garantía de depósitos en otros países. Los saldos que algunos de estos garantizan son:
- Alemania: 100.000 euros.
- Austria: 100.000 euros.
- Bélgica: 100.000 euros.
- Bulgaria: 100.000 euros.
- Colombia: 50.000.000 pesos colombianos.
- Costa Rica: 6.000.000 colones.
- Chipre: 100.000 euros.
- Dinamarca: 750.000 coronas danesas.
- Eslovenia: 100.000 euros.
- Eslovaquia: 100.000 euros.
- España: 100.000 euros.
- Estados Unidos: 250.000 dólares estadounidenses.
- Finlandia: 100.000 euros.
- Francia: 100.000 euros.
- Grecia: 100.000 euros.
- Hungría: 100.000 euros.
- Irlanda: cobertura ilimitada.
- Italia: 100.000 euros.
- Nicaragua: 10.000  dólares estadounidenses.
- Noruega: 2.000.000 coronas noruegas.
- Países Bajos: 100.000 euros.
- Peru: S/ 121,900 soles.
- Polonia: 100.000 euros.
- Portugal: 100.000 euros.
- Reino Unido: 85.000 libras esterlinas.
- República Checa: 100.000 euros.
- Suecia: 950.000 coronas suecas.
- Suiza: 100.000 francos suizos.